# Forêt atlantique
«  Mata Atlântica » redirige ici. Pour les autres significations, voir Atlanticus, Atlantica, Atlanticum.
Ne doit pas être confondu avec Forêt atlantique mixte.

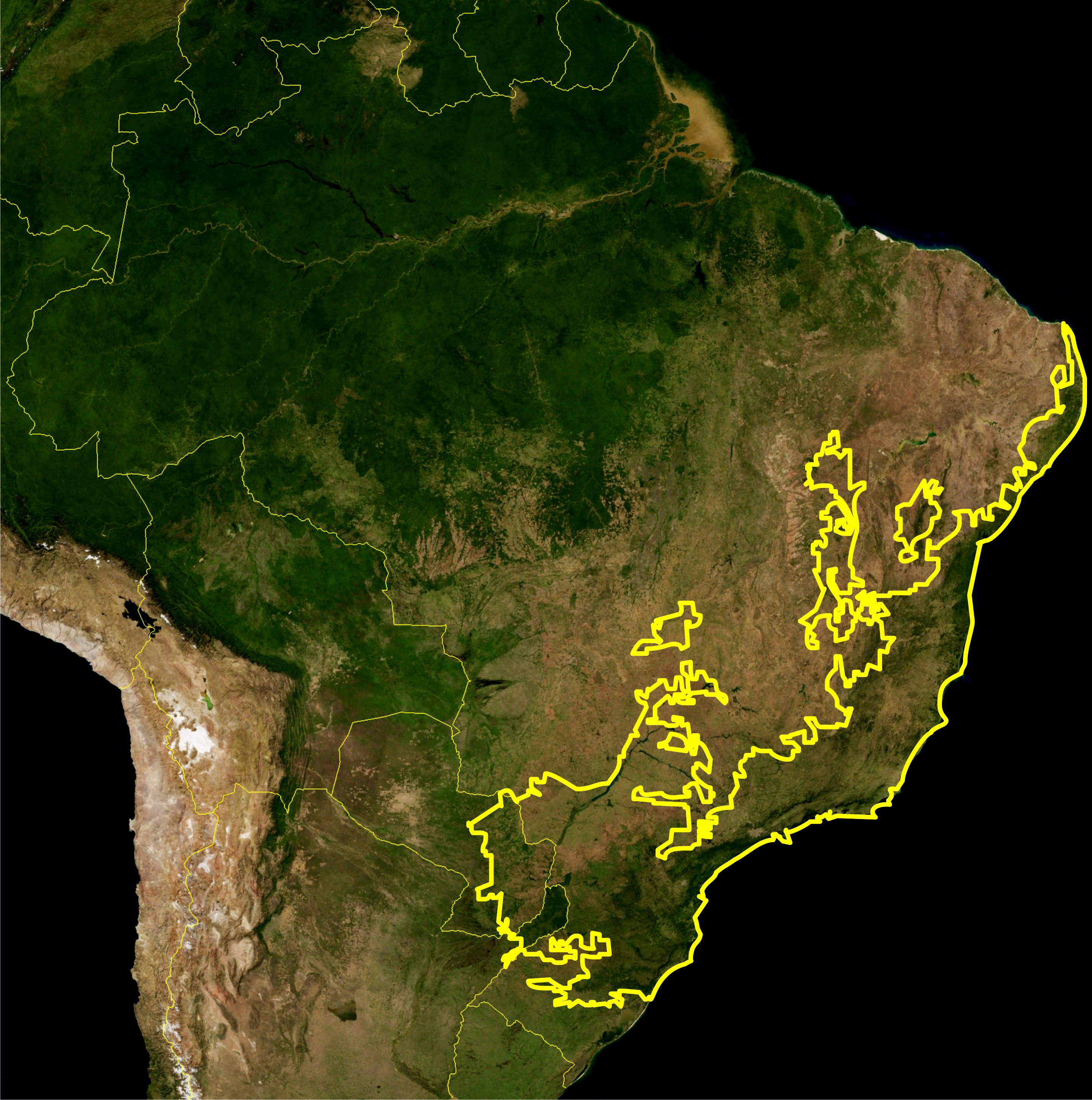
La Mata atlântica définie par le WWF.

La forêt atlantique (en portugais : mata atlântica) est un biome de type forêt tropicale humide localisé le long du littoral du Brésil et qui s'étire également dans l'extrême-nord de l'Argentine et du Paraguay. C'est un point chaud de biodiversité.
En 1991, la région, sur une surface de 89 687 000 ha, est déclarée réserve de biosphère par l'Unesco.

## Description
Cette zone s'étire sur une superficie actuelle d'environ 100 000 km2. Les écosystèmes sont variés, comprenant notamment des forêts tropicales humides de plaine et de montagne, des forêts sèches et des savanes de montagne. Les précipitations sont donc variées et passent de 700 à plus de 2 000 mm/an selon la région. La forêt atlantique englobe en partie le plateau brésilien et comprend parmi les zones les plus élevées du pays, dont le pic de la Bandeira, le troisième sommet du Brésil.

## Biodiversité

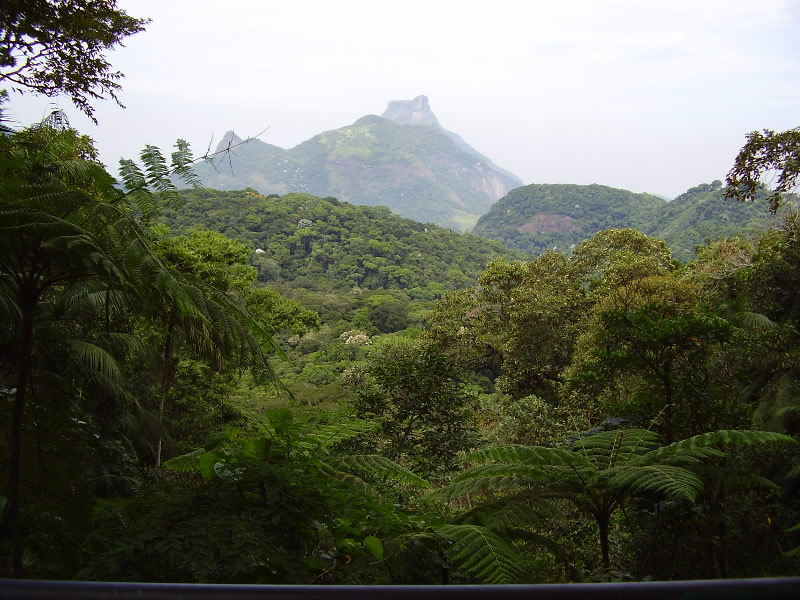
Forêt tropicale humide dans le parc national de la Tijuca.

Bien qu'extrêmement dégradée, la forêt atlantique concentre une biodiversité exceptionnellement dense. Parce qu'elle a été séparée du reste des zones boisées d'Amérique du Sud et notamment du bassin amazonien, par des savanes sèches, la forêt atlantique possède un taux d'endémisme très élevé. Sont dénombrés environ 20 000 espèces de plantes dont 8 000 (40 %) qui ne se trouvent que dans cette région. Le bois-brésil par exemple produit une teinture rouge comme de la braise qui a donné le nom « Brésil ».
De nombreuses espèces de vertébrés sont également présentes dont 934 espèces d'oiseaux, 264 espèces de mammifères, 311 espèces de reptiles et 456 espèces d'amphibiens, avec un nombre important d'espèces endémiques à la région. Un grand nombre de ces espèces sont extrêmement menacées comme le Hocco mitou qui a disparu dans la nature, ou encore les tamarins lions du genre Leontopithecus à l'aire de répartition très réduite ainsi qu'une espèce de cochon d'inde Cavia intermedia présente uniquement sur les îles Moleques do Sul et classée en 2012 sur la liste des 100 espèces les plus menacées par l'UICN.

## Menaces et conservation

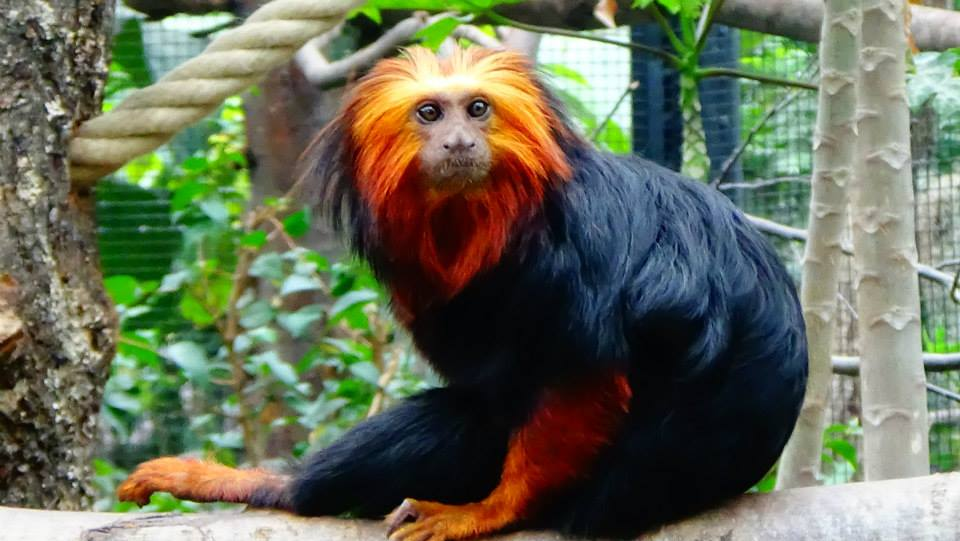
Tamarin-lion à tête dorée.

Son étendue originale était d'environ 1 290 700 km2, soit 15 % du territoire brésilien actuel. Il n'en reste aujourd'hui que 95 000 km2, c'est-à-dire 7,3 % de sa superficie initiale. Elle couvrait d'importants espaces de montagnes et collines dans les hauts-plateaux. À cause de la déforestation, principalement depuis le début du XXe siècle, elle se trouve aujourd'hui extrêmement réduite en superficie, et constitue une des forêts tropicales les plus menacées au monde. De plus l'urbanisation représente une menace, le littoral brésilien concentrant près de 70 % des 214 millions de Brésiliens avec de grandes métropoles telles que São Paulo, Rio de Janeiro, Recife, Salvador de Bahia ou encore Porto Alegre.
De nombreuses ONG travaillent à protéger et restaurer ce milieu. Un des moyens utilisés est la création de corridors biologiques. La Banque mondiale a fait un don de 44 millions de dollars pour la création d'un corridor qui sera connu sous le nom de Central Biodiversity Corridor, et d'un autre en Amazonie. Afin de préserver la diversité, l'État de Sao Paulo a créé le parc d'État de Restinga de Bertioga, un parc de 93 000 hectares qui sert également de corridor biologique en reliant les régions côtières à la chaîne de montagnes Serra do Mar. Certaines organisations, comme The Nature Conservancy, prévoient de restaurer des parties de la forêt qui ont été perdues et de construire des corridors compatibles avec le mode de vie des peuples autochtones. Le photographe franco-brésilien Sebastião Salgado a permis le reboisement quasi intégral d'une vallée grâce à l'Institut Terra qu'il a fondé, en plantant 2,5 millions d'arbres sur 700 hectares, ce qui a permis le retour de nombreuses espèces qui avaient déserté la zone,.